# Chécy Belles Rives
Chécy Belles Rives est un centre commercial français situé à l'est de la métropole orléanaise sur le territoire de la commune de Chécy dans le département du Loiret et la région Centre-Val de Loire.

## Géographie et accès
Le centre commercial de Chécy Belles Rives est situé au nord du centre-ville de Chécy, à proximité du bois de l'Ormeteau, le long de la tangentielle d'Orléans (route départementale 2060), dans la région naturelle du Val de Loire. 
L'accès s'effectue par bus via la ligne 15 à l'arrêt Guingardière du réseau des transports de l'agglomération orléanaise et par la sortie de la départementale 2060.

## Histoire
Le centre commercial ouvre ses portes en 1990.
L'hypermarché appartenait au groupe Les Mousquetaires depuis l'ouverture du centre. En janvier 2011, il a été cédé au groupe de grande distribution français E. Leclerc.
En 2015, le centre commercial s'agrandit et fait peau neuve.

## Présentation
Le centre commercial est constitué de 43 boutiques.